# Trumpina
Zalewka (znana też pod historyczną nazwą Trumpina) – struga w Polsce, w województwie warmińsko-mazurskim, w powiecie iławskim, w gminie Zalewo. Struga ma źródło w pobliżu prywatnego stawu hodowlanego w miejscowości Girgajny, zaś jej ujście znajduje się w jeziorze Ewingi.
Zalewka przepływa przez Zalewo przecinając ulice Kolejową oraz Sienkiewicza.